# Kjøpmannskjær
Kjøpmannskjær (eller Kjøpmannsskjær) är en tätort i Færders kommun i Vestfold fylke i sydöstra Norge. Orten ligger vid fylkesväg 308, på den södra delen av ön Nøtterøy.
Tidigare har orten tillhört dåvarande Nøtterøy kommun.